# Ouro Fino Paulista
Ouro Fino Paulista é um distrito do município brasileiro de Ribeirão Pires, que integra a Região Metropolitana de São Paulo.

## História

### Origem
Acredita-se que houve exploração do ouro entre os séculos XVII e XVIII, dando origem ao nome do povoado. Brás Cubas, fundador de Santos, em suas cartas cita a existência de uma mina de ouro no planalto, território do futuro Ribeirão dos Pires, daí o nome Ouro Fino.
O bairro também passou por exploração de lenha e carvão, além da instalação de diversas olarias na região, que foram barradas pela lei de proteção de mananciais.

### Formação administrativa
- Distrito criado pela Lei n° 2.456 de 30/12/1953 com o nome de Iupeba, com sede no então povoado de Ouro Fino e terras desmembradas do distrito de Ribeirão Pires[5][6].
- Decreto nº 25.636 de 19/03/1956 - Dispõe sobre a criação da 1.ª subdelegacia de polícia do distrito de Iupeba, no município de Ribeirão Pires[7].
- Pela Lei n° 9.887 de 31/10/1967 é alterada a denominação do distrito de Iupeba para Ouro Fino Paulista, com a designação Paulista para diferenciá-lo do município mineiro de Ouro Fino[8].

### Pedido de emancipação
O distrito tentou a emancipação político-administrativa e ser elevado à município, através de processo que deu entrada na Assembléia Legislativa do Estado de São Paulo no ano de 1990, mas como não atendia os requisitos necessários exigidos por lei para tal finalidade, o processo foi arquivado.

## Geografia

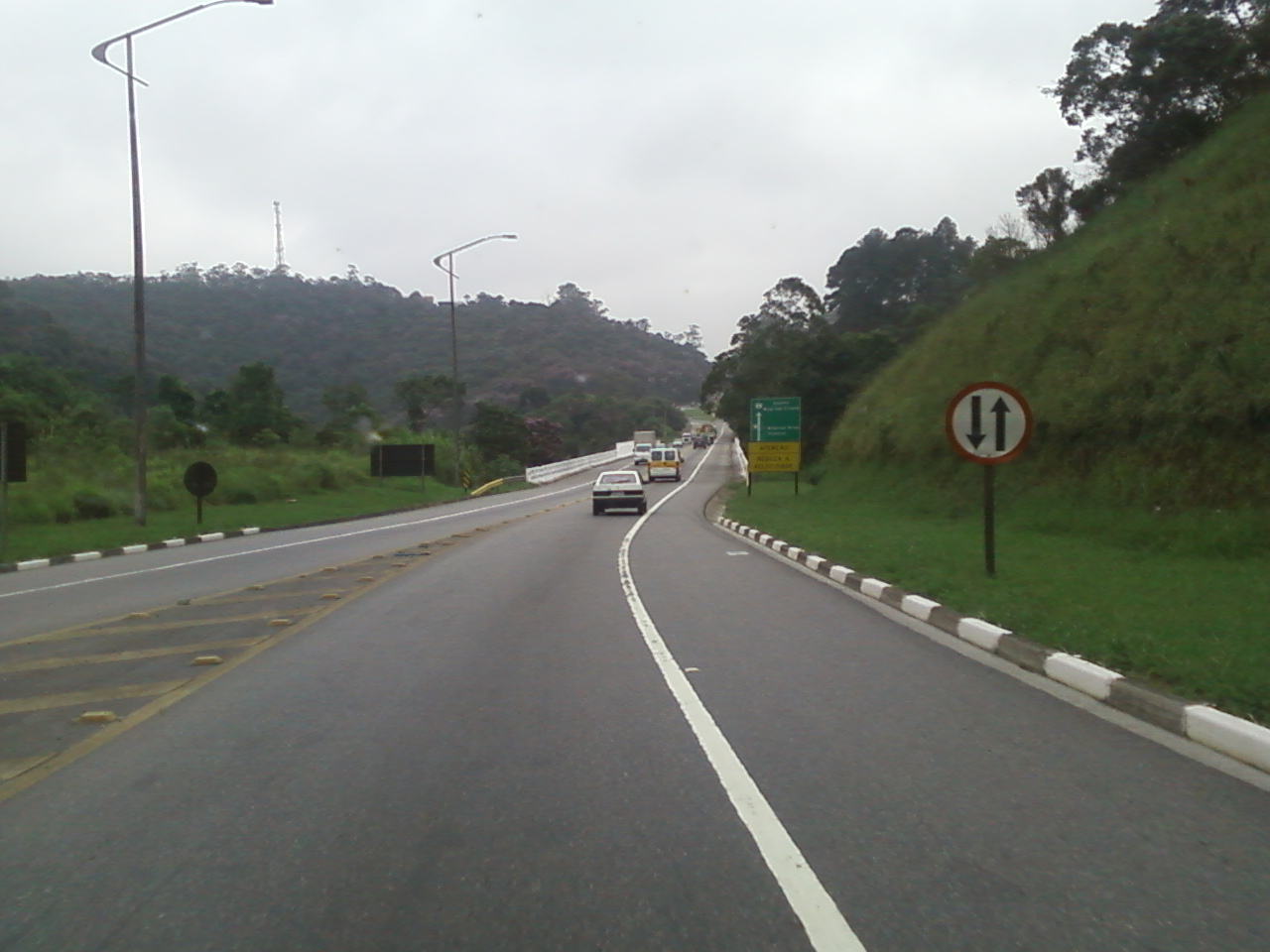
Trecho da SP-31 em Ouro Fino Paulista.

### Localização
O distrito faz divisa com Suzano e Rio Grande da Serra.

### Demografia

#### População urbana
| Crescimento população urbana | Crescimento população urbana | Crescimento população urbana | Crescimento população urbana |
| Censo                        | Pop.                         |                              | %±                           |
| ---------------------------- | ---------------------------- | ---------------------------- | ---------------------------- |
| 1960                         | 579                          |                              | —                            |
| 1970                         | 1 207                        |                              | 108,5%                       |
| 1980                         | 7 600                        |                              | 529,7%                       |
| 1991                         | 6 987                        |                              | −8,1%                        |
| 2000                         | 11 045                       |                              | 58,1%                        |
| 2010                         | 13 184                       |                              | 19,4%                        |
| Fonte: IBGE e Fundação SEADE |                              |                              |                              |

#### População total
Pelo Censo 2010 (IBGE) a população total do distrito era de 13 184 habitantes.

### Área territorial
A área territorial do distrito é de 21,187 km².

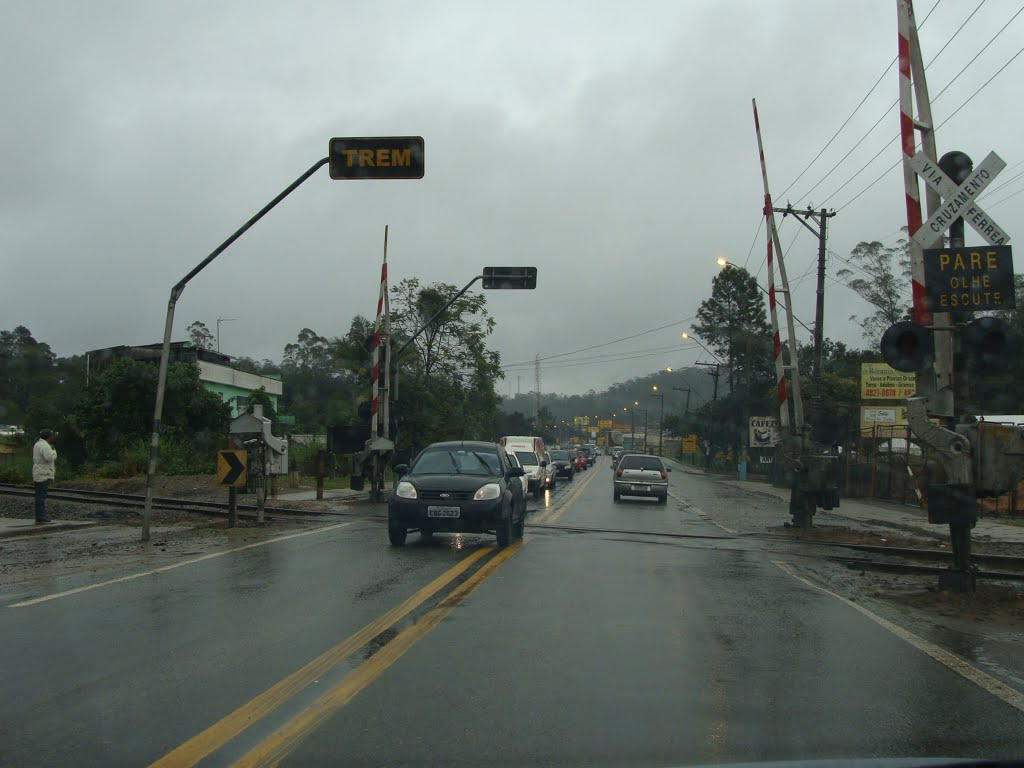
Passagem de nível na SP-31.

### Rodovias
O principal acesso ao distrito é a Rodovia Índio Tibiriçá (SP-31), sendo a principal via de circulação dentro do distrito.

### Ferrovias
Pátio Ouro Fino (IOF) do Trecho Leste do Ferroanel, sendo a ferrovia operada atualmente pela MRS Logística. O projeto original de 1969 tinha no projeto o Pátio de Ouro Fino como o grande ponto de destaque do planejado trecho leste.

## Serviços públicos

### Administração
- Secretaria de Desenvolvimento Regional de Ouro Fino[15].

### Registro civil
Atualmente é feito no próprio distrito, pois o Cartório de Registro Civil das Pessoas Naturais ainda continua ativo.

### Saneamento
O serviço de abastecimento de água é feito pela Companhia de Saneamento Básico do Estado de São Paulo (SABESP).

### Energia
A responsável pelo abastecimento de energia elétrica é a Enel Distribuição São Paulo, antiga Eletropaulo.

### Telecomunicações
O distrito era atendido pela Companhia Telefônica da Borda do Campo (CTBC), que inaugurou a central telefônica utilizada até os dias atuais. Em 1998 esta empresa foi vendida juntamente com a Telecomunicações de São Paulo (TELESP) para a Telefônica, que em 2012 adotou a marca Vivo para suas operações.

## Atividades econômicas
No distrito concentra-se o pólo industrial do município de Ribeirão Pires, com várias indústrias instaladas.

## Religião
O Cristianismo se faz presente no distrito da seguinte forma:

### Igreja Católica
- A igreja faz parte da Diocese de Santo André[24].

### Igrejas Evangélicas
- Assembleia de Deus - O distrito possui congregação da Assembleia de Deus Ministério do Belém, vinculada ao Campo de Ribeirão Pires[25][26].
- Congregação Cristã no Brasil[27].